# Son huasteco

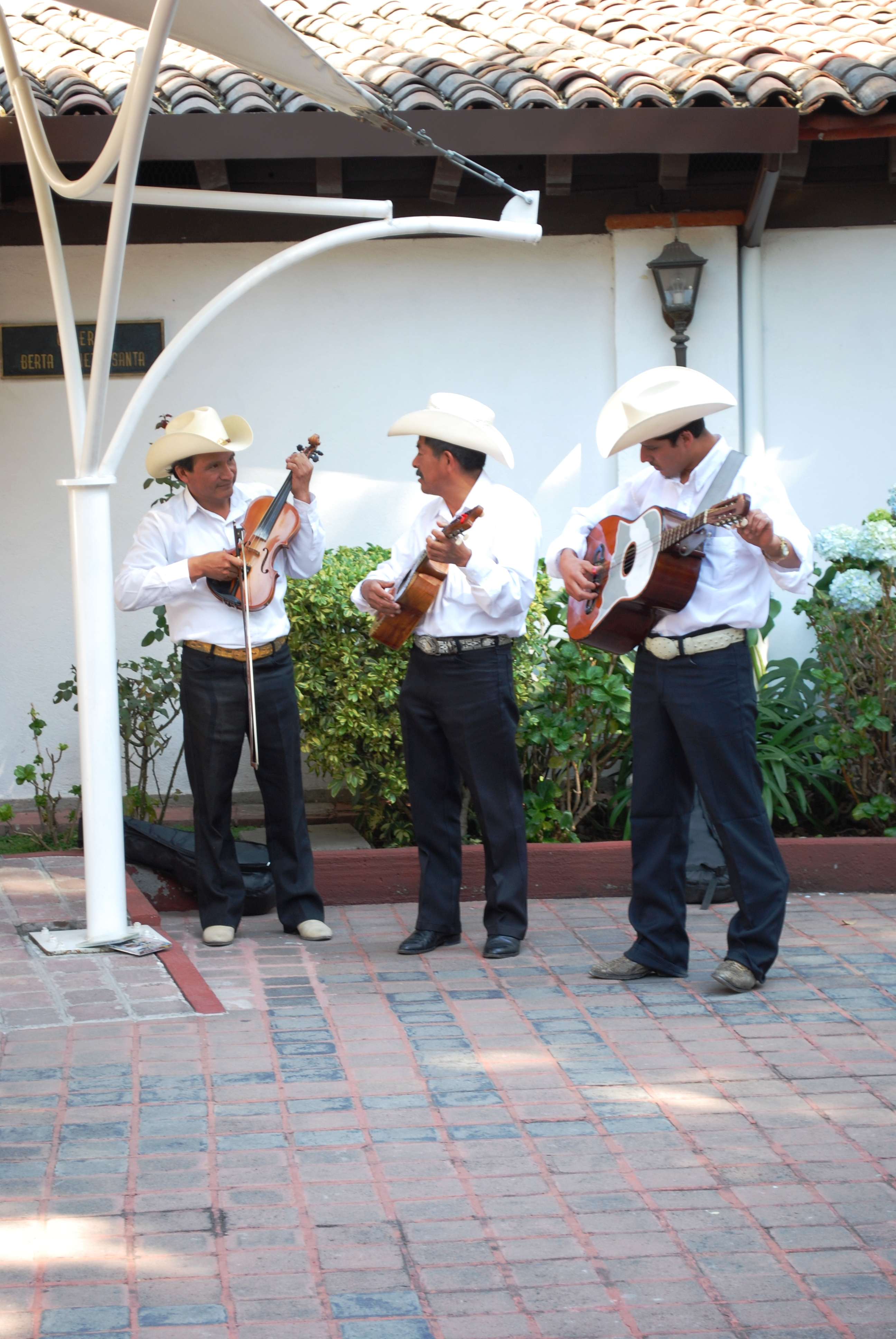
Trío Huapango de Veracruz la Museo Nacional de la Acuarela Alfredo Guati Rojo în Ciudad de México

Son huasteco este unul din cele opt stiluri de muzică mexicană, original din regiunea huasteca din nord-estul Mexicului și care cuprinde șase state: Hidalgo, Veracruz, Tamaulipas, San Luis Potosí, și o mică porțiune din Querétaro (Sierra Gorda). Este cunoscut încă din secolul al 19-lea, având influențe din muzica spaniolă, africană și indigenă. Prezența muzicii mexicane are urme din epoca colonială, conform cercetătorului Manuel Álvarez Boada .
De obicei este interpretat de un Trio Huasteco compus dintr-o guitarra quinta huapanguera (instrument asemănător unei chitare cu opt corzi), o Jarana huasteca și o vioară. Cântăreții folosesc foarte des registrul falset. La cântecele huasteco de remarcat este stilul viu colorat al părților virtuoase interpretate la vioară, totuși stilul fiind difert de la o zonă la alta. Ritmul melodiei este dat de bătaia din picioare a dansatorilor (Zapateado), pe o placa de lemn sau un mic podium creat pentru acest scop. Un rol important îl joacă improvizația în acest gen de muzică, interpreții creându-și singuri textele și aranjându-le într-n repertoriu standard. Cântece tipice de son huasteco sunt „Cielito lindo”, „La huazanga”, „La sirena”, „El querreque” și „La cigarra”.
Genuri înrudite sunt Son Jarocho și Fandangoul spaniol.